# Roussent
Roussent (Aussprache [ʁuˈsɑ̃]) ist eine französische Gemeinde mit 247 Einwohnern (Stand: 1. Januar 2022) im Département Pas-de-Calais in der Region Hauts-de-France. Sie gehört zum Arrondissement Montreuil und ist Mitglied im Gemeindeverband Communauté de communes des 7 Vallées. Die Einwohner werden Roussentois und Roussentoises genannt.
Roussent grenzt im Westen und im Nordwesten an Lépine, im Norden an Boisjean, im Osten an Maintenay, im Süden an Nampont und im Südwesten an Nempont-Saint-Firmin.

## Bevölkerungsentwicklung
| Jahr      | 1962 | 1968 | 1975 | 1982 | 1990 | 1999 | 2008 | 2014 |
| --------- | ---- | ---- | ---- | ---- | ---- | ---- | ---- | ---- |
| Einwohner | 172  | 158  | 148  | 147  | 172  | 151  | 193  | 239  |